# Xã Blaine, Quận Cuming, Nebraska
Xã Blaine (tiếng Anh: Blaine Township) là một xã thuộc quận Cuming, tiểu bang Nebraska, Hoa Kỳ. Năm 2010, dân số của xã này là 171 người.